# Erik XII.
Erik XII. (* 1339; † 21. Juni 1359) war von 1357 bis 1359 König von Schweden mit seinem Vater Magnus II. Eriksson und Herr von Schonen.
Er war der Sohn von Magnus II. Eriksson und der Enkel von Herzog Erik Magnusson von Södermanland. Seine Mutter war Blanche von Namur. 1343 wurde er mit seinem Bruder Håkon VI. zusammen zum Thronerben bestimmt. Im Alter von fünf Jahren wurde er am 6. Dezember 1344 zum König designiert. Er heiratete Beatrix, die Tochter Kaiser Ludwigs IV. aus dessen zweiten Ehe mit Margarethe von Holland.
Bengt Algotsson, der Günstling seines Vaters riss 1355 die Besitzungen des Erzbischofs von Lund, Jacob Nielsen Kyrning, an sich, als dieser in Rom weilte, um das Pallium zu erhalten. Dies verstieß gegen das kirchliche Verbot der Verringerung kirchlichen Vermögens. Der schwedische Adel vermutete, dass Bengt Algotsson mit Billigung des Königs vorgegangen war. Er verbündete sich mit Erik und Magnus’ Schwager Albrecht von Mecklenburg. Die Unzufriedenheit Eriks, der auf die schwedische Königskrone gehofft hatte, wurde von der Ratsaristokratie geschürt. Am 17. Oktober 1356 proklamierte er sich zu Lebzeiten seines Vaters zum König und stellte sich an die Spitze eines Aufstandes gegen seinen Vater. In einem Vergleich 1357 kam es zu einer administrativen Reichsteilung zwischen Vater und Sohn. Erik erhielt dabei Finnland und die dänischen Gebiete außer Nord-Halland von Bengt Algotsson.
Erik starb zwei Jahre später und kurz darauf seine schwangere Witwe. Eine zeitgenössische Schmähschrift beschuldigte die Mutter Blanche, ihn und seine Frau vergiftet zu haben, was wohl nicht berechtigt war. Aber das Gerücht drang bis in die isländischen Annalen. Er starb ohne Erben.